# Germán Riesco Errázuriz
Germán Riesco Errázuriz   (Rancagua, 28 de maig de 1854 - Santiago de Xile, 8 de desembre de 1916) fou un polític xilè, president de la república entre 1901 i 1906. Era nebot del president Federico Errázuriz Zañartu i cosí, a més de cunyat, del president Federico Errázuriz Echaurren.
Va desenvolupar una llarga carrera en el Poder Judicial, obtenint el seu primer càrrec públic el 1900 en ser elegit senador. El 1901 va ser elegit president de la República com a candidat de l'Aliança Liberal.
Durant el seu mandat es van redactar els Codis de Procediment Civil i Penal. Es va iniciar la construcció del clavegueram de Santiago i el ferrocarril transandí per Uspallata.